# Ciorescu
Ciorescu es una comuna y pueblo de la República de Moldavia ubicada en el sector Rîșcani de la capital, Chisináu.
En 2004 el pueblo tiene 5525 habitantes, el 80,63% étnicamente moldavo-rumanos, el 8,33% rusos y el 7,62% ucranianos. La comuna, que incluye también los pueblos de Făurești y Goian, sumaba en el censo de 2004 un total de 7096 habitantes.
Se conoce la existencia de la localidad desde principios de siglo XX.
Se ubica en la periferia más septentrional de la capital, en el lugar donde entra a la misma la carretera M21, que lleva a Kropyvnytsky.